# Blohm & Voss BV P.211.02
Blohm & Voss BV P.211.02 (P.211/02) – niezrealizowany projekt niemieckiego samolotu myśliwskiego z napędem odrzutowym wytwórni Blohm und Voss, który brał udział w konkursie na "myśliwiec ludowy" (Volksjäger).

## Historia

### Geneza
Wraz z rozpoczęciem alianckiej ofensywy bombowej na III Rzeszę, straty wśród myśliwców Luftwaffe zaczęły rosnąć. Tak jak jeszcze w tym okresie wojny przemysł niemiecki mógł zaspokajać potrzeby sprzętowe lotnictwa tak zaczynało brakować wyszkolonych pilotów mogących stawić czoła alianckim samolotom. W połowie 1944 roku Alfred Keller, były lotnik z okresu I wojny światowej, stojący od 1943 roku na czele Nationalsozialistische Fliegerkorps (NFSK - Narodowo-Socjalistyczny Korpus Lotniczy) zaproponował budowę lekkiego samolotu myśliwskiego z napędem odrzutowym, który byłby łatwy w obsłudze i pilotażu a dzięki temu, za jego sterami mogliby zasiąść absolwenci NFSK. Korpus lotniczy skupiał niemieckie aerokluby, szkoły szybowcowe i zajmował się wstępnym szkoleniem lotniczym młodzieży na potrzeby Luftwaffe. Projekt nie spotkał się z życzliwym przyjęciem ze strony dowództwa sił powietrznych oraz samego Hermanna Göringa. Uważano, że młodzi piloci bez odpowiedniego przeszkolenia staną się łatwym łupem dla amerykańskich i brytyjskich myśliwców. Pomysł Kellera zyskał za to poparcie Artura Axmanna, przywódcy Hitlerjugend, który widział w nim szanse dla wzmocnienia pozycji kierowanej przez siebie formacji. Wśród pozytywnie nastawionych do projektu osób znalazła się również słynna i mająca duży wpływ na Hitlera pilotka Hanna Reitsch. Ważnym elementem, który przesądził o zgodzie Göringa na rozpoczęcie programu Volksjäger, bo takie oznaczenie przylgnęło do potencjalnego, przyszłego samolotu myśliwskiego, były plany Waffen-SS stworzenia własnych jednostek lotniczych. Ich szeregi mogła zasilić młodzież wyszkolona w NFSK. Rywalizacja pomiędzy obydwiema formacjami skłoniła  Luftwaffe do zaakceptowania projektu "myśliwca ludowego" i przejęcia jego potencjalnych pilotów pod własne dowództwo. Tymczasem na froncie siły powietrzne ponosiły coraz większe straty, alianckie lądowanie w Normandii zmusiło Luftwaffe do przerzucenia sił do Francji kosztem bronionych niemieckich miast i ośrodków przemysłowych. Tym samym Volksjäger zaczął być postrzegany nie tylko jako przyszły samolot myśliwski dla niedoświadczonej młodzieży ale w pełni akceptowany samolot, który może i powinien znaleźć się również na stanie istniejących już pułków Luftwaffe.

### Projekt
10 września 1944 roku Reichsluftfahrtministerium (RLM - Ministerstwo Lotnictwa Rzeszy) wydało zapotrzebowanie na nowy, lekki samolot myśliwski określany mianem Kleinjäger (mały myśliwiec) z napędem odrzutowym, o masie dwukrotnie mniejszej niż Messerschmitt Me 262, w którego konstrukcji zakładano duży udział materiałów niestrategicznych typu drewno, o maksymalnej prędkości na poziomie morza wynoszącej 750 km/h, uzbrojonego w dwa działka MG 151/20 lub MK 108, opancerzeniem chroniącym jedynie przed atakiem czołowym. Wyposażonym w radiostację FuG 24 i urządzenie identyfikujące Fug 25a. Nowa maszyna miała być napędzana silnikiem BMW 003, nieco silniejsze silniki Jumo 004 zarezerwowane były dla maszyn Me 262 i Arado Ar 234. Wymagano aby samolot był budowany seryjnie w oparciu o już istniejące linie montażowe. Specyfikacja techniczna nowego samolotu została przesłana do ośmiu wytwórni. Wśród nich był Blohm und Voss. RLM oczekiwało wstępnych projektów już w pięć dni od przekazania wytwórniom wymagań technicznych. Tak krótki termin wymusił na producentach oparcie się na już prowadzonych pracach i konstrukcjach. W wytwórni Blohm und Voss prowadzono pracę nad dwoma maszynami oznaczonymi jako P.210 oraz P.211. Obydwie maszyny zaprojektował Richard Vogt przy współudziale Hansa Amtmanna. Vogt znany był ze swojego nowatorskiego podejścia do aerodynamiki swoich projektów. Wśród jego prac znalazł się samolot obserwacyjny o asymetrycznej budowie Blohm & Voss Bv 141. P.210 był bardzo awangardową konstrukcją jak na czasy, w których powstał. Był to projekt bezogonowego myśliwca z silnikiem odrzutowym umieszczonym w kadłubie oraz statecznikami pionowymi na końcach skośnych skrzydeł. P.211 był zdecydowanie bardziej konserwatywnym projektem myśliwca o skośnych skrzydłach i klasycznym usterzeniu na końcu kadłuba. Początkowo faworytem Vogta był P.211, P.210 z racji swojej rewolucyjnej konstrukcji nie miał szans na szybkie uruchomienie produkcji seryjnej. Po przeanalizowaniu wymagań technicznych dostarczonych przez RLM, Vogt zdecydował się jednak na modernizację projektu P.211 polegającą na uproszczeniu jego budowy. Z myśliwskiego szybowca Blohm & Voss Bv 141 na potrzeby nowej konstrukcji oznaczonej jako P.211.02 zaadaptowano proste skrzydła i klasyczne usterzenie. Tak jak P.210 i P.211 był maszynami w całości wykonanymi z metalu, tak projekt P.211.02 zakładał użycie duraluminium jedynie w 13%, 58% masy samolotu stanowiła stal a 23% drewno. 15 września 1944 roku komisja konkursowa Ministerstwa Lotnictwa do dalszych prac zakwalifikowała dwa projekty, były nimi P.211.02 oraz P.1073 wytwórni Heinkel Flugzeugwerke czyli późniejszy Heinkel He 162. Początkowo większe szanse dawano projektowi Vogta, którego P.211.02 zużywał najmniej deficytowego duraluminium, był łatwy w demontażu i w odróżnieniu od projektu Heinkela, silnik nie zasłaniał pilotowi widoczności do tyłu. RLM dało czas obydwu wytwórniom na dalsze poprawki do 19 września 1944 roku, niestety dla Blohm und Voss ostatecznie rywalizację wygrał projekt Heinkela. Zadecydowało o tym wcześniejsze doświadczenie wytwórni w budowie samolotów z napędem odrzutowym, użycie katapultowanego fotela pilota oraz krótszy czas jaki należało poświęcić na wybudowanie samolotu w porównaniu z konstrukcją Vogta. 24 września 1944 roku oficjalnym zwycięzcą konkursu został P.1073 czyli He 500, który finalnie znany jest jako He 162.

## Konstrukcja
P.211.02 był jednosilnikowym, wolnonośnym górnopłatem o mieszanej konstrukcji. Proste drewniane skrzydła o prostokątnym obrysie. W dziobie samolotu umieszczony był wlot powietrza do stalowego kanału doprowadzającego powietrze do silnika umieszczonego za kabiną pilota. Wylot gazów silnikowych umieszczony był pod belką ogonową. W belce umieszczony był wewnętrzny zbiornik paliwa, belka znajdowała się nad silnikiem a na jej końcu zainstalowano klasyczne, wolnonośne usterzenie. Stalowy kanał dolotowy powietrza do silnika oraz belka ogonowa były połączone ze sobą i stanowiły szkielet maszyny. Samolot uzbrojony był w dwa działka MK 108 kalibru 30 mm umieszczone po obydwu stronach wlotu powietrza do silnika. Podwozie trójgoleniowe z przednim podparciem, chowane, przednie i główne do wnęk w kadłubie, przednie do tyły, główne do przodu. Kabina pilota umieszczona przed krawędzią natarcia skrzydła z kroplową osłoną kokpitu.